# KZ Wiesendorf
Das Konzentrationslager Wiesendorf war ein Außenlager des elsässischen Konzentrationslagers Natzweiler-Struthof. Es befand sich im Gewann Wiesendorf der damals eigenständigen württembergischen Gemeinde Wasseralfingen, die heute Teil der Stadt Aalen ist.

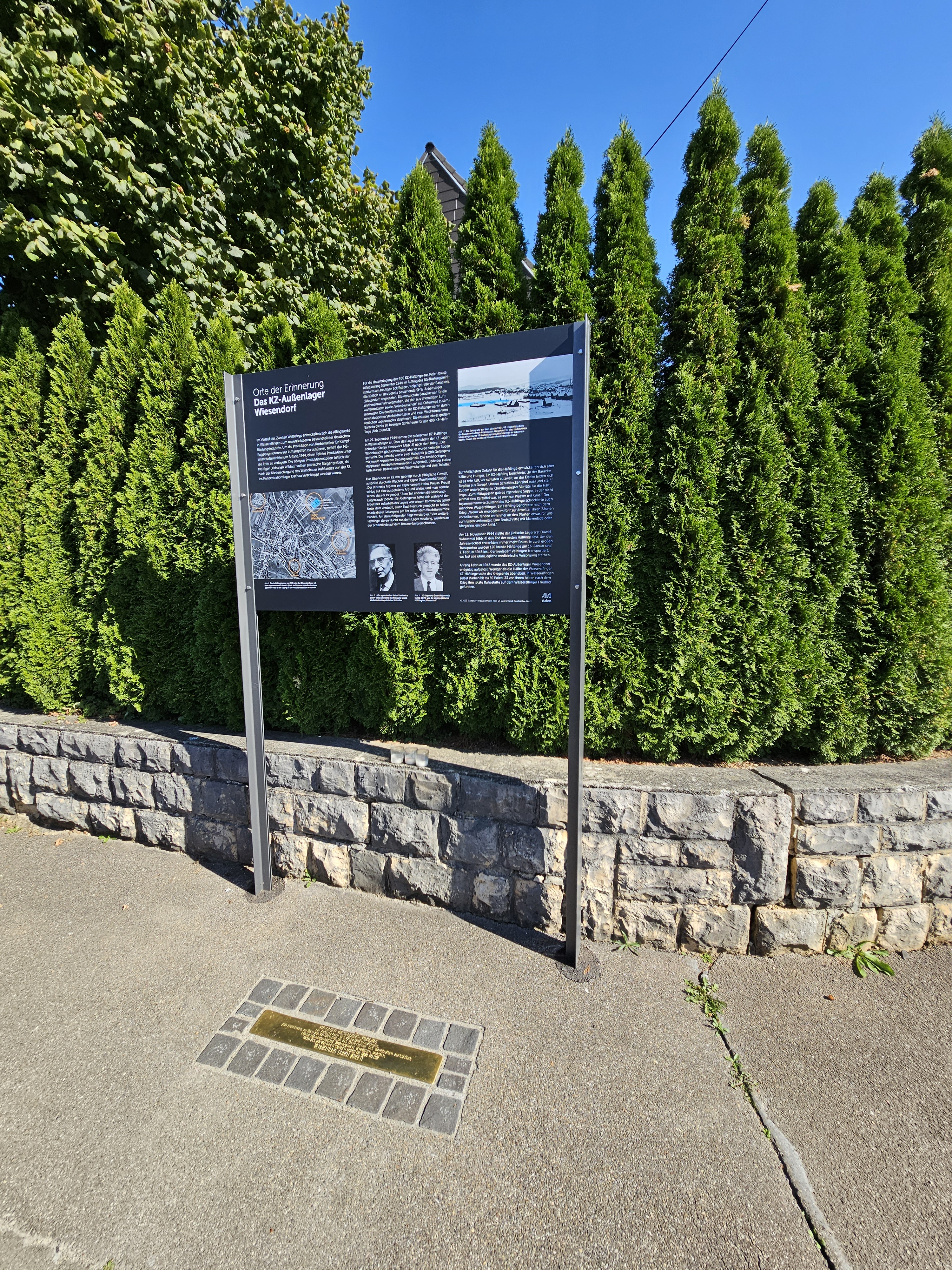
Gedenkstätte am ehemaligen KZ - Wiesendorf

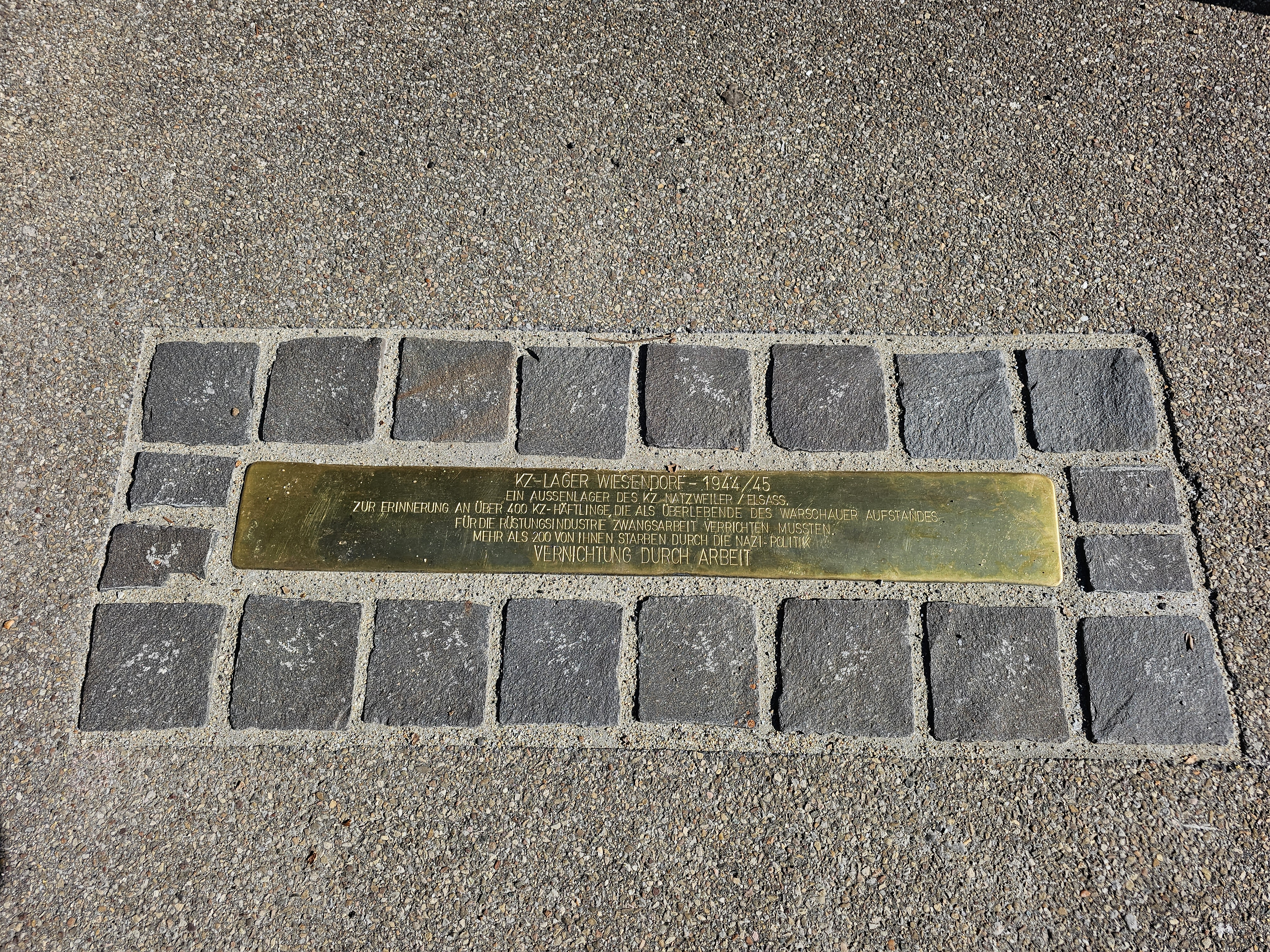
Stolperschwelle am ehemaligen KZ - Wiesendorf

## Geschichte

### Vorgeschichte
Schon vor der Eröffnung des Lagers Wiesendorf existierten in Wasseralfingen mehrere Lager. Kriegsgefangene und deportierte „Fremdarbeiter“ mussten für die Schwäbischen Hüttenwerke (SHW) und die Maschinenfabrik Alfing Kessler in der Rüstungsproduktion Zwangsarbeit leisten.

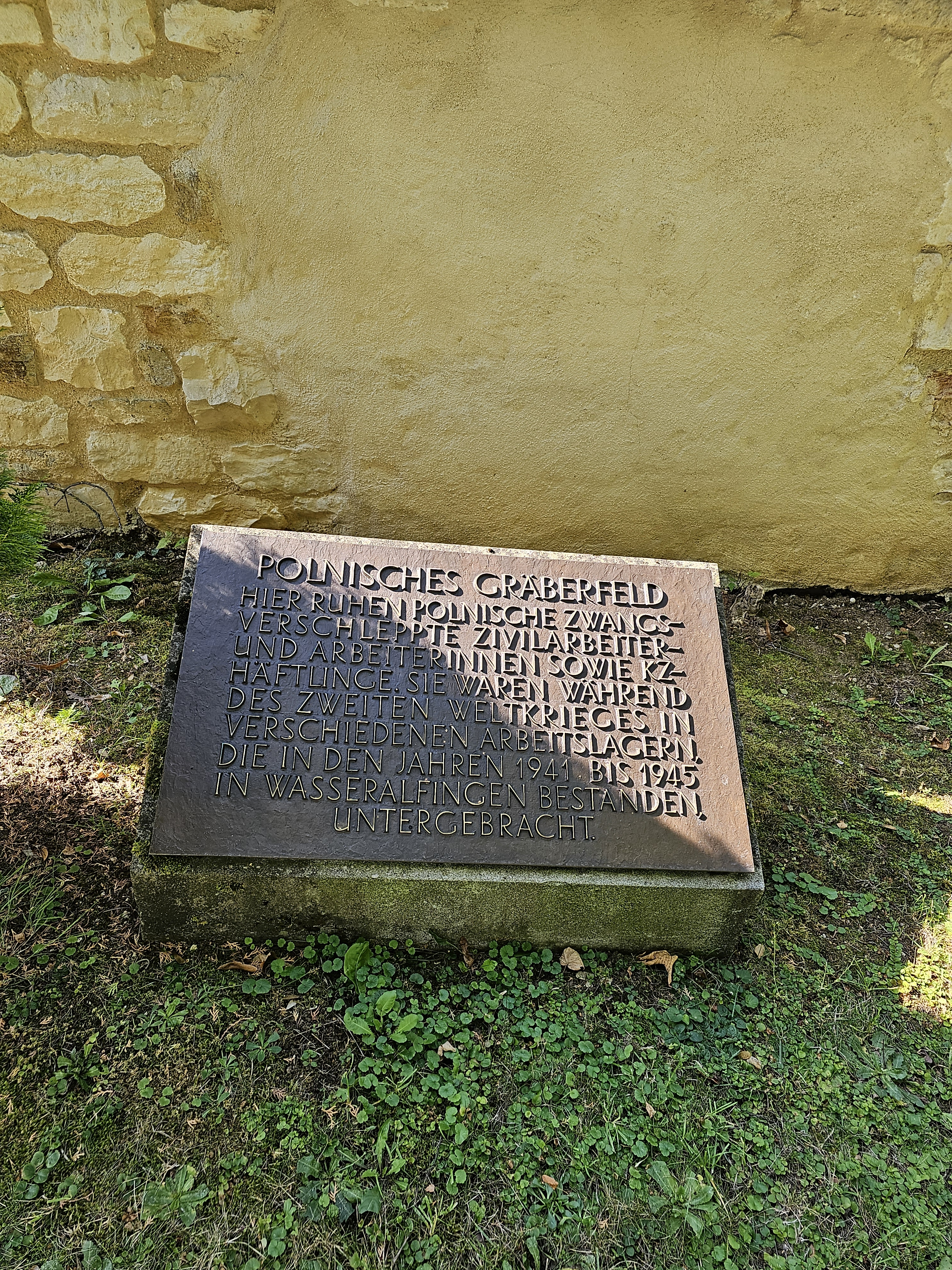
Gräberfeld der polnischen Zwangsarbeiter in Wasseralfingen

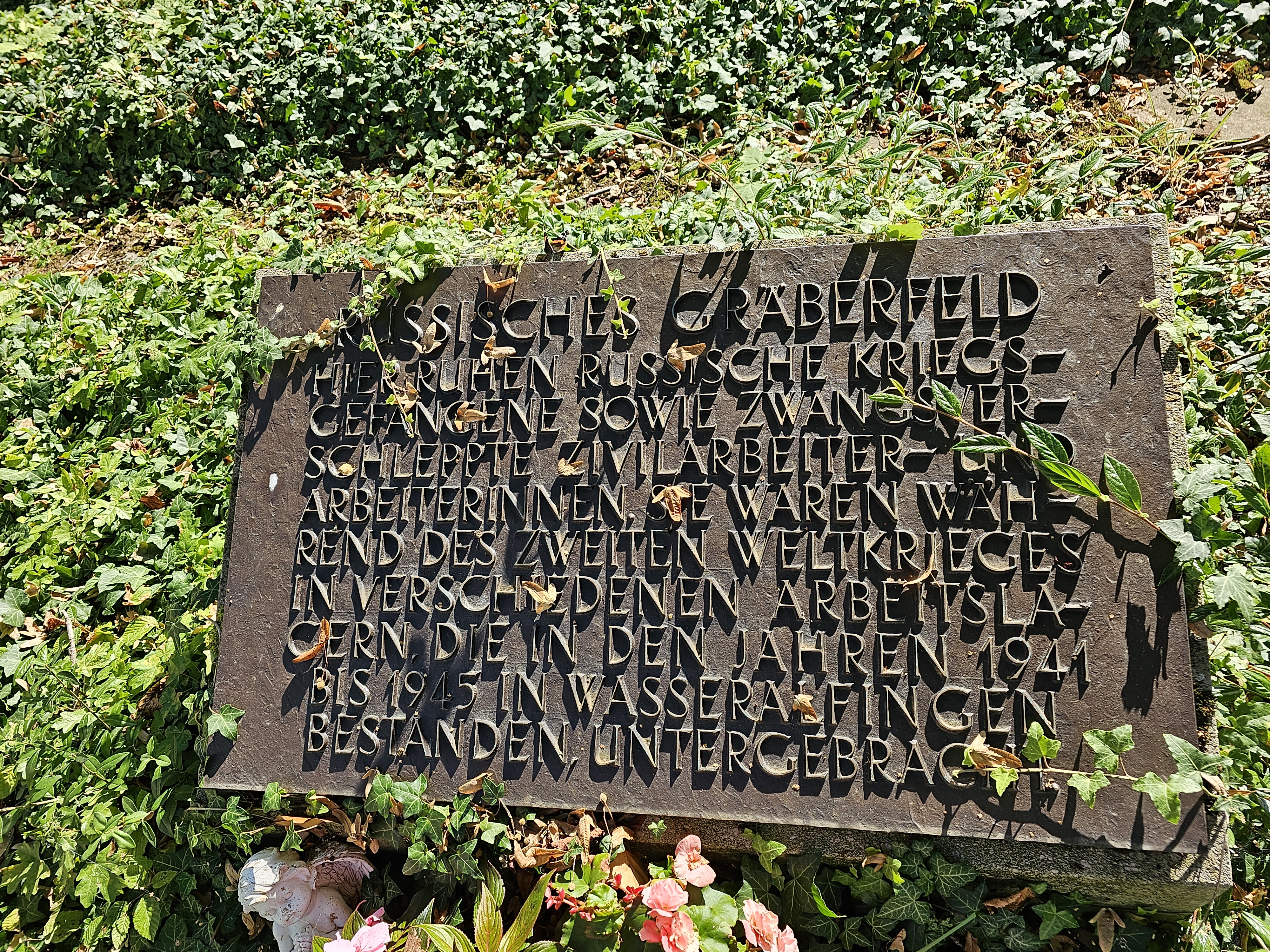
Gräberfeld der russischen (sowjetischen) Zwangsarbeiter in Wasseralfingen

Die Fremdarbeiterlager wurden von der Deutschen Arbeitsfront und die Kriegsgefangenenlager durch das Stammlager in Ludwigsburg verwaltet. Da die kleineren Lager im Ort und in Landgemeinden im Einzugsbereich, vielfach Gaststätten (z. B. Schlegel, Henneshaus, Sand, Lamm, Sängerhalle, TSV-Turnhalle, Erzgrube 5, Erzgrube 10) zu deren Unterbringung nicht ausreichten, wurden rund um Wasseralfingen sechs neue Lager eröffnet:
| Name, Ort                                 | Eröffnung                | Anzahl der Baracken | für Betrieb |
| ----------------------------------------- | ------------------------ | ------------------- | ----------- |
| „Südlager“, Stiewingstraße                | 1941/42 (1943 erweitert) | 8                   | SHW         |
| „Nordlager“, oberhalb Schafgasse          | 1942 (1943 erweitert)    | 7                   | SHW         |
| „Erzstollenlager OT“, Viktoria-Sportplatz | 1944                     | 6                   | OT          |
| „Ruckenlager“, nördlich Werksgelände      | 1942                     | 12                  | Alfing      |
| „Kappelberglager“, am Kappelberg          | 1942                     | 10                  | Alfing      |
| Wiesendorf I                              | 1944                     | 5                   | SHW         |

### Das KZ Wiesendorf
Ab August 1944 wurde ein neues Lager im Gewann Wiesendorf unterhalb des Braunenbergs zwischen den heutigen Straßen Moltke-, Braunenberg-, Flieder- und Kolpingstraße, neben ein seit Februar 1944 bestehendes Lager für Zwangsarbeiter der SHW gebaut. Dieses Lager war bereits im Februar 1944 mit Russen, überwiegend aus der Umgebung von Leningrad, belegt worden. Das zweite Lager wurde am 27. September 1944 als ein Außenkommando des Konzentrationslagers Natzweiler-Struthof im Elsass eröffnet.
Das neu eröffnete Lager bestand aus 4 Baracken, wobei 3 sich innerhalb einer doppelten Stacheldrahtumzäunung befanden. Die vierte Baracke war für die Wachmannschaft bestimmt. Die Häftlinge schliefen in einer winkelförmigen Baracke mit zwei Schlafräumen. Beide Lager zusammen hatten eine Fläche von 2,8 ha. Die Bewachung der Insassen des KZ wurde von neun SS-Unterführern und 25 SS-Männern, z. T. kurz zuvor von der Luftwaffe versetzt, sowie drei OT-Unterführern und 30 OT-Männern durchgeführt. Die insgesamt 62 Wachmänner waren also unterschiedlicher militärischer Herkunft.
Die Häftlinge waren in der 5. Woche des Warschauer Aufstands (5. - 9. September 1944) von deutschen Einheiten festgenommen und vor dem Transport wenige Tage in das Durchgangslager 121 Pruszków untergebracht und dort selektiert worden. Einen besonderen Grund für die Verhaftungen bedurfte es nicht, da ganz Warschau auf persönlichen Befehls Hitlers als Rache für den Aufstand von den Deutschen geräumt wurde. Der Transport mit dem Zug nach Dachau dauerte mehrere Tage, da zum Schutz vor Fliegerangriffen überwiegend nachts gefahren wurde. Am 12. September 1944 traf der Transport mit 3.034 Häftlingen im KZ Dachau ein, wo die Häftlinge zur Quarantäne in den Blöcken 19 und 25 untergebracht, nochmals selektiert und auf verschiedene Gruppen aufgeteilt wurden. Sie erhielten die Häftlingsnummern (Nr. Da) ab 104.840.
1.060 Häftlinge kamen nach Mannheim-Sandhofen (Nr. Na 29.241-30.300) und 1.000 Häftlinge nach Frankfurt-Katzbach zu den Adlerwerken (Nr. Na 36.586-37.585). 400 Häftlinge aus dem Block 25 für Wasseralfingen wurden am 25. September 1944 verwaltungstechnisch zum KZ Natzweiler überstellt (Nr. Na 36.184-36.583). Am 27. September 1944 um 11.00 Uhr traf der Transport mit einem Güterzug in Wasseralfingen ein, wobei bei der Übernahme der Häftlinge der Kommandoführer des Lagers, Hauptscharführer Mäder, u. a. das Fehlen von Wechselkleidung und Mäntel beanstandete. Beides wurde nie abgestellt. Der Großteil der Häftlinge mussten ab dem 29. September 1944 für die von der OT-Oberbauleitung für das Bauvorhaben Nephelin beauftragten Firmen wie zum Beispiel Heil- und Littmann, Suka, Staud und GHH in Wasseralfingen arbeiten. Der kleinere Teil wurde im Oktober 1944 auf Rechnung von Alfing beim Barackenbau des Erzstollenlagers als Unterkunft für die OT eingesetzt.
4 Deutsche, die schon mehrere Jahre in verschiedenen KZ-Lager interniert waren, wurden am 12. Oktober 1944 als Funktionshäftlinge, „Kapos“, vom KZ-Außenlager Kochendorf nach Wasseralfingen überstellt (2 × BV=Berufsverbrecher, 1 × SAW=Saboteur am Wehrdienst, 1 × Aso Zig=Asozialer Zigeuner), wo sich diese durch Misshandlungen der polnischen Häftlinge zu Komplizen der SS machten. Hinzu kam noch ein polnischer jüdischer Lagerarzt, Dawid Wdowiński, der am 18. Oktober 1944 vom KZ Vaihingen/Enz überstellt wurde. Kommandoführer Mäder wurde durch Oberscharführer Weiss abgelöst.
Ziel der Bauarbeiten war die Verlagerung der Produktion der Kurbelwellen für den Flugmotor DB 603 in neugebaute Stollen. Die Produktion dieses Typs hatte Alfing nach der Zerstörung des Kurbelwellenwerks im Hauptwerk der Firma Krupp in Essen im Frühjahr 1943 durch die Royal Air Force übernommen. Im Dezember 1944 wurde die Aufnahme der Produktion in vier Stollen befohlen, in der ca. 57 Maschinen für das Vorschruppen untergebracht wurden. Die Hauptbearbeitung fand weiterhin oberirdisch statt. Bald stellte man an den unterirdisch aufgestellten Maschinen aufgrund der hohen Luftfeuchtigkeit eine übermäßige Korrosion fest, die die Produktion stark beeinträchtigte. Die weiteren geplanten Bauarbeiten wurden abgebrochen.

### Auflösung des Lagers
Das Außenkommando wurde zuletzt am 2. Februar 1945 erwähnt. Noch im Februar erfolgte die Auflösung des Lagers; 120 kranke Häftlinge wurden in das Krankenlager in Vaihingen/Enz, die anderen zum Großteil in das KZ Neckarelz sowie der kleinere Teil in das KZ Auerbach bei Bensheim verlegt. Die zwei Transportlisten für Vaihingen/Enz vom 16. Januar 1945 und 2. Februar 1945 weisen nur Häftlingsnummern (Na), der am 27. September 1944 in Wasseralfingen eingetroffenen Gruppe aus.
Kurz nach der Auflösung wurde das ehemalige Konzentrationslager Wiesendorf von einer SS-Kompanie belegt. Die insgesamt 37 16- bis 17-jährigen SS-Männer wurden beim Massaker von Lippach bei der Verteidigung des nahegelegenen Dorfes Lippach von Angehörigen der US-Armee getötet.

### Todesopfer
Beim Wasseralfinger Standesamt sind 33 tote KZ-Häftlinge registriert. Die Totenliste des KZ Vaihingen (Krankenlager) weist etwa 100 Tote aus der Wasseralfinger Gruppe aus, wobei die häufigste Todesursache AKS („Allgemeiner Kräfteschwund“ durch Unterernährung) war. Hinzu kommen weitere Tote in den Neckarlagern sowie Tote bei und nach der Evakuierung dieser Lager nach Dachau. Insgesamt befinden sich 196 Häftlinge namentlich in Todeslisten, 164 wurden nachweislich befreit, bei 45 Häftlingen ist der Verbleib ungeklärt.

### Nachkriegszeit
Nach dem Zweiten Weltkrieg wurden bis 1950 sieben der neun Baracken dieses Doppellagers abgebrochen. Die restlichen zwei wurden 1954 beziehungsweise 1957 ebenfalls abgerissen.
Die Staatsanwaltschaft Stuttgart (Zentrale Stelle Ludwigsburg) führte Vorermittlungsverfahren wegen möglicher Tötungsdelikten durch (zuletzt Az. 86 Js 69/72). Obwohl hinreichend Hinweise bestanden, dass Häftlinge durch Misshandlungen gestorben sind, wurden die Ermittlungen mit Verfügung vom 23. Juni 1977 eingestellt. Es sei anhand der Zeugenschilderungen nur von Körperverletzungen mit Todesfolge auszugehen. Eine Tötungsabsicht sei nach dieser langen Zeit im Einzelfall nicht mehr nachweisbar.

## Erinnerung und Gedenken

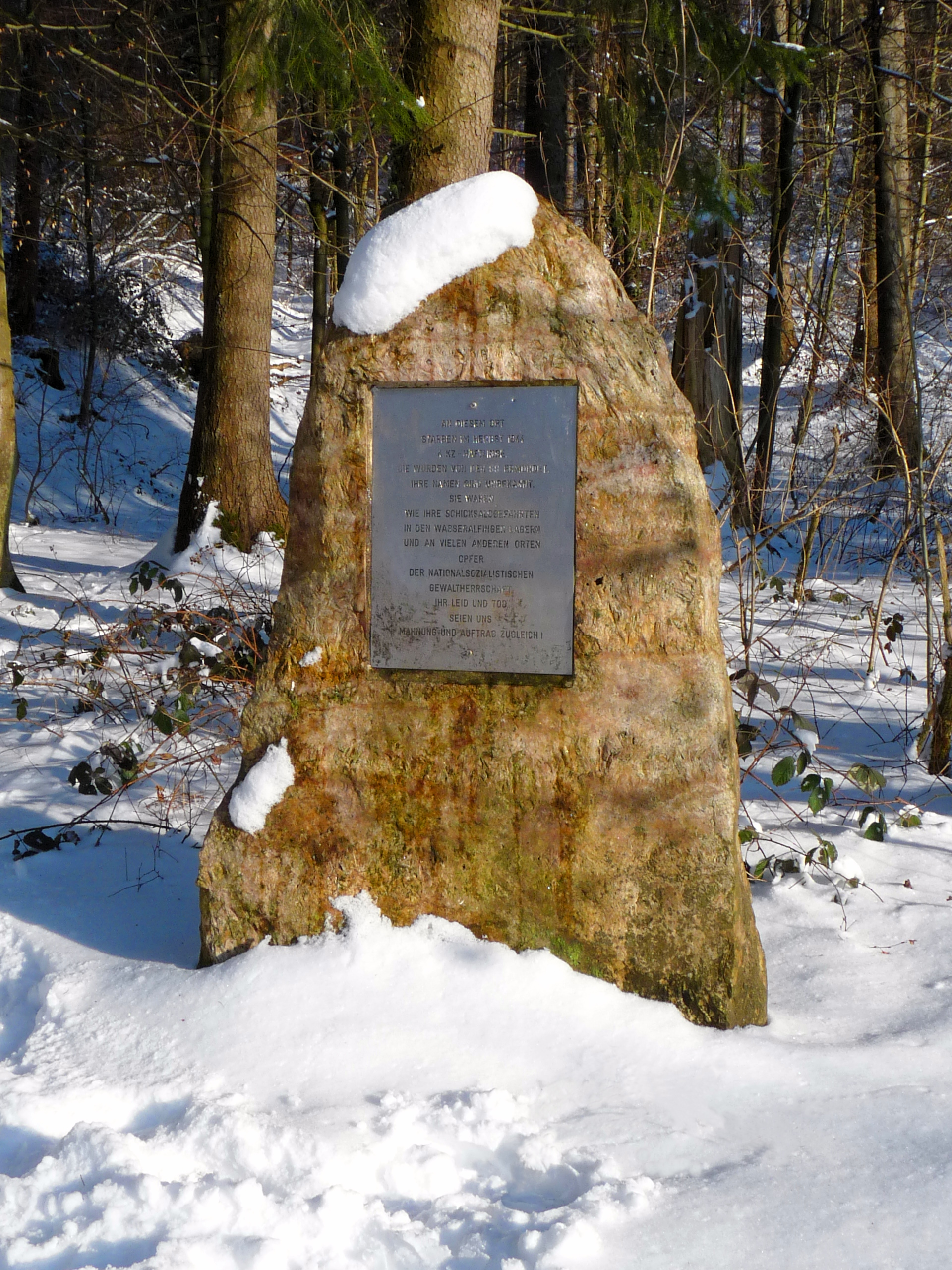
Gedenkstein an der Schillerlinde für die dort hingerichteten Häftlinge

Heute ist von dem Wasseralfinger Konzentrationslager nichts mehr erhalten. Die Fundamente im Bereich des heutigen Hauses Moltkestraße 44/46 sind Reste des SHW-Lagers. In Erinnerung gerufen wurde das Lager erst wieder in den 1980er Jahren durch Veröffentlichungen des damaligen Stadtarchivars von Aalen, Karlheinz Bauer.
Eine Gedenktafel an der Schillerlinde am Braunenberg erinnert an vier Häftlinge, die im Herbst 1944 an diesem Ort von einem Exekutionskommando hingerichtet wurden. Ihre Namen sind nicht bekannt.
Am 26. August 2023 wurde zum Gedenken der KZ-Häftlinge eine Stolperschwelle am früheren Eingang des umzäunten Bereiches (Kolpingstr./Rosenstraße) verlegt.